# Judô nos Jogos Olímpicos de Verão de 1976
O judô nos Jogos Olímpicos de Verão de 1976 foi realizado em Montreal, no Canadá, com seis eventos disputados, todos restritamente masculinos.

## Eventos do judô
Masculino: Peso leve | Peso meio-médio | Peso médio | Peso meio pesado | Peso pesado | Categoria aberta

## Peso leve (até 63 kg)
| Pos. | País                | Atletas          |
| ---- | ------------------- | ---------------- |
|      | Cuba (CUB)          | Héctor Rodríguez |
|      | Coreia do Sul (KOR) | Chang Eun-Kyung  |
|      | Itália (ITA)        | Felice Marani    |
|      | Hungria (HUN)       | József Tuncsik   |

## Peso meio-médio (até 70 kg)
| Pos. | País                  | Atletas          |
| ---- | --------------------- | ---------------- |
|      | União Soviética (URS) | Vladimir Nezorov |
|      | Japão (JPN)           | Koji Kuramoto    |
|      | Polônia (POL)         | Marian Talaj     |
|      | França (FRA)          | Patrick Vial     |

## Peso médio (até 80 kg)
| Pos. | País                  | Atletas           |
| ---- | --------------------- | ----------------- |
|      | Japão (JPN)           | Isamu Sonoda      |
|      | União Soviética (URS) | Valeriy Dvoinikov |
|      | Iugoslávia (YUG)      | Slavko Obadov     |
|      | Coreia do Sul (KOR)   | Park Young-Chul   |

## Peso meio-pesado (até 93 kg)
| Pos. | País                  | Atletas            |
| ---- | --------------------- | ------------------ |
|      | Japão (JPN)           | Kazuhiro Ninomiya  |
|      | União Soviética (URS) | Ramaz Harshiladze  |
|      | Suíça (SUI)           | Jürg Röthlisberger |
|      | Grã-Bretanha (GBR)    | David Starbrook    |

## Peso pesado (+ 93 kg)
| Pos. | País                     | Atletas            |
| ---- | ------------------------ | ------------------ |
|      | União Soviética (URS)    | Sergey Novikov     |
|      | Alemanha Ocidental (FRG) | Günther Neureuther |
|      | Estados Unidos (USA)     | Allen Coage        |
|      | Japão (JPN)              | Sumio Endo         |

## Categoria aberta
| Pos. | País                  | Atletas            |
| ---- | --------------------- | ------------------ |
|      | Japão (JPN)           | Haruki Uemura      |
|      | Grã-Bretanha (GBR)    | Keith Remfry       |
|      | Coreia do Sul (KOR)   | Cho Je-Aki         |
|      | União Soviética (URS) | Shota Chochoshvili |

## Quadro de medalhas do judô
| Ordem | País                   | Medalha de ouro | Medalha de prata | Medalha de bronze | Total |
| ----- | ---------------------- | --------------- | ---------------- | ----------------- | ----- |
| 1     | JPN Japão              | 3               | 1                | 1                 | 5     |
| 2     | URS União Soviética    | 2               | 2                | 1                 | 5     |
| 3     | CUB Cuba               | 1               | 0                | 0                 | 1     |
| 4     | KOR Coreia do Sul      | 0               | 1                | 2                 | 3     |
| 5     | GBR Grã-Bretanha       | 0               | 1                | 1                 | 2     |
| 6     | FRG Alemanha Ocidental | 0               | 1                | 0                 | 1     |
| 7     | USA Estados Unidos     | 0               | 0                | 1                 | 1     |
| 7     | FRA França             | 0               | 0                | 1                 | 1     |
| 7     | HUN Hungria            | 0               | 0                | 1                 | 1     |
| 7     | ITA Itália             | 0               | 0                | 1                 | 1     |
| 7     | YUG Iugoslávia         | 0               | 0                | 1                 | 1     |
| 7     | POL Polônia            | 0               | 0                | 1                 | 1     |
| 7     | SUI Suíça              | 0               | 0                | 1                 | 1     |